# إ دي ستارينك
إ دي ستارينك (Ed Starink) ويُعرف أيضاً باسم ستارينك (17 ديسمبر 1952) هو ملحن ومنتج موسيقي هولندي.
خلال طفولته تعلم ستارينك العزف على عدد من الآلات الموسيقية. درس في السبعينات من القرن الماضي في أكاديمية الموسيقى في لاهاي (عازف بيانو في حفلات)، وفي نفس الوقت كان يعمل في أهم استوديوهات الصوت في هولندا. أسس عام 1972 فرقة روك جاز باسم «غاما». بعد أن اشتغل مع عدة فرق موسيقية كعازف ومهندس صوت انتقل بعدها للعمل مع ذو بيش بويس وأيضا مع ديفيد باوي فيما بعد.
في عام 1981 نشر ستارينك أول أعماله الموسيقية الخاصة به وكان اسم الألبوم «كريستالين». بعدها بنى أول استوديو خاص به. منذ أوائل الثمانينات من القرن الماضي نشر ستارينك أكثر من 100 ألبوم.
في بداية التسعينات من القرن الماضي عدل ستارينك بعضاً من معزوفاته القديمة ووضعها في ألبوم بعنوان (Retrospection). في عام 1998 نشر سلسلة من السيديات لمقاطع موسيقية معروفة لكل من جان ميشال جار، فانجيليس، مايك أولدفيلد وآخرون. في نفس السنة انتقل من مكان عمله وبلده إلى فرنسا.

## وصلات خارجية
- إ دي ستارينك على موقع IMDb (الإنجليزية)
- إ دي ستارينك على موقع ميوزك برينز (الإنجليزية)
- إ دي ستارينك على موقع أول ميوزيك (الإنجليزية)
- إ دي ستارينك على موقع ديسكوغز (الإنجليزية)
- إ دي ستارينك على موقع ديسكوغز (الإنجليزية)
- إ دي ستارينك على موقع ديسكوغز (الإنجليزية)
- إ دي ستارينك على موقع ديسكوغز (الإنجليزية)
- إ دي ستارينك على موقع ديسكوغز (الإنجليزية)
- صفحة ستارينك